# آي تربل إي 802.6
آي تربل إي 802.6 هو معيار يديره المعهد الأمريكي للمعايير الوطنية (ANSI) متعلق بلشبكات المناطق الحضرية (MAN). وهو تحسين لمعيار قديم (تم إنشاؤه أيضًا بواسطة المعهد) والذي يستخدم بنية شبكة واجهة البيانات الموزعة بالألياف (FDDI). فشل المعيار المستند إلى FDDI بسبب ثمنه الباهظ وعدم التوافق مع معايير الشبكات المحلية الحالية. يستخدم معيار آي تربل إي 802.6 نموذج شبكة الناقل المزدوج لقائمة الانتظار الموزعة (DQDB). يدعم هذا النموذج معدلات نقل تبلغ 150 ميجابت/ثانية. يتكون من خطين غير متصلين في اتجاه واحد. تم تصميم DQDB بحد أقصى 160 كم قبل حدوث تدهور كبير في الإشارة عبر كابل الألياف الضوئية بطول موجة ضوئية يبلغ 1310 نانومتر.
لقد فشل هذا المعيار أيضًا، غالبًا لنفس الأسباب التي أدت إلى فشل معيار FDDI. تم تصميم الشبكات المدينية تقليديًا باستخدام الشبكات الضوئية المتزامنة (SONET) أو التسلسل الهرمي الرقمي المتزامن (SDH) أو أسلوب النقل اللاتزامني (ATM). تستخدم التصميمات الحديثة شبكة إيثرنت أصلية أو تبديل عديد البروتوكولات باستخدام المؤشرات التعريفية (MPLS).